# Tate Donovan

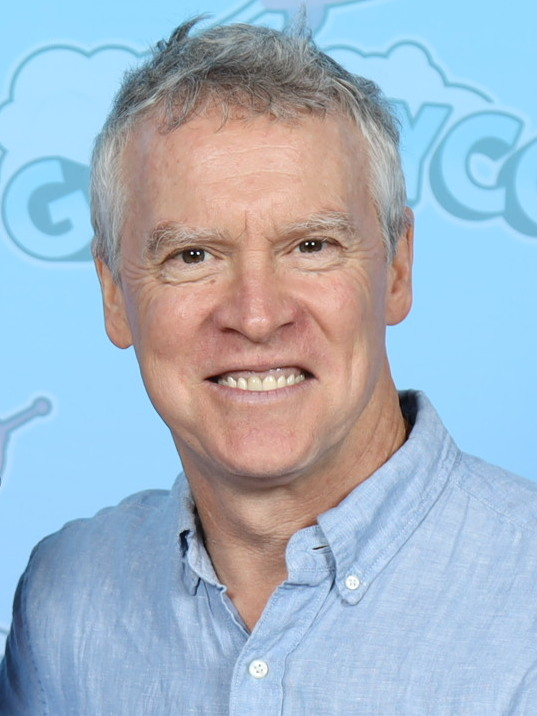
Tate Donovan (2023)

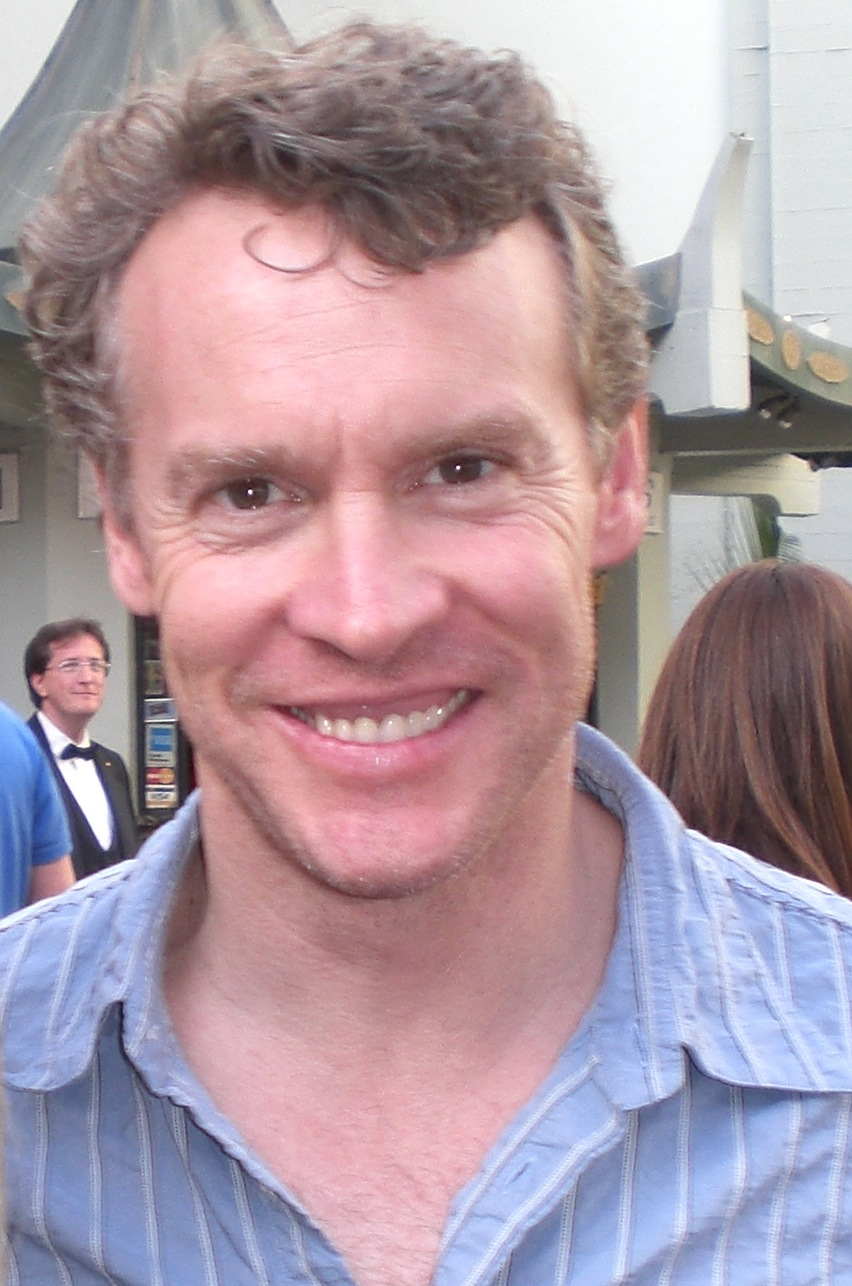
Tate Donovan (2007)

Tate Buckley Donovan (* 25. September 1963 in Tenafly, New Jersey) ist ein US-amerikanischer Schauspieler, Regisseur und Synchronsprecher.

## Leben und Karriere

### Schauspieler
Donovan zog in den frühen 1980er-Jahren nach Los Angeles, um sich der Filmindustrie zu verschreiben. Sein Filmdebüt machte er 1984 mit einer Nebenrolle in Jerry Schatzbergs Komödie Eine starke Nummer. Es folgten Rollen in Fernsehfilmen, B-Movies oder Fernsehserien wie Magnum, allerdings ohne zunächst den großen Durchbruch zu erzielen. In den 1990er-Jahren stieg sein Bekanntheitsgrad sukzessive: Im Jahr 1992 spielte er neben Sandra Bullock die männliche Hauptrolle in der Komödie Love Potion No. 9 – Der Duft der Liebe, im Jahr 1997 trat er neben Wesley Snipes im Thriller Mord im Weißen Haus auf. 
Ebenfalls 1997 lieh Donovan der Titelfigur in dem erfolgreichen Disney-Film Hercules seine Stimme, den Hercules sprach er danach noch mehrmals für weitere Disney-Produktionen wie der gleichnamigen Zeichentrickserie ein. 1998 übernahm er die Rolle von Rachels Verehrer Joshua Burgin in fünf Episoden in der Fernsehserie Friends. 2001 hatte er eine Nebenrolle in dem Thriller Passwort: Swordfish mit John Travolta. 
Von 2003 bis 2007 war Donovan in einer Hauptrolle als Jimmy Cooper in der Serie O.C., California zu sehen. In dieser Zeit trat er ebenfalls in der Komödie Der Babynator und dem Filmdrama Good Night, and Good Luck., beide aus dem Jahr 2005, auf. Im Jahr 2007 spielte er in dem Kinofilm Nancy Drew – Girl Detective die Rolle des Carson Drew, des Vaters der jugendlichen Detektivin. Außerdem hatte er eine kleinere Rolle in dem Film Shooter. Er war von 2007 bis 2010 in der Fernsehserie Damages – Im Netz der Macht als Partner einer von Glenn Close gespielten New Yorker Staranwältin zu sehen.
In den 2010er-Jahren übernahm Donovan Nebenrollen in teilweise oscarprämierten Filmen wie Argo, Manchester By The Sea und Rocketman. Fernsehrollen in dieser Zeit waren der Stabschef des Weißen Hauses in der Miniserie 24: Live Another Day von 2014 sowie wiederkehrende Auftritte in der Serie MacGyver als MacGyvers Vater James MacGyver zwischen 2018 und 2020. Für eine Arbeit als Produzent an der Dokumentarfilmreihe 30 for 30 gewann er 2014 den Emmy in der Kategorie Outstanding Short Form Nonfiction or Reality Series.

### Regie
Seinen Einstand als Regisseur gab Donnovan 2005 mit einer Episode der Serie O.C., California, in der er eine der Hauptrollen hatte. Seitdem arbeitet er regelmäßig als Regisseur von Fernsehepisoden. Auch bei Damages – Im Netz der Macht, wo er eine Hauptrolle hatte, inszenierte er fünf Folgen. Zudem war er unter anderem bei Folgen von Medium – Nichts bleibt verborgen, Nip/Tuck – Schönheit hat ihren Preis und Hawaii Five-0 als Regisseur tätig.

## Privat
In den 1990er-Jahren war er einige Zeit mit den Schauspielerinnen Jennifer Aniston und Sandra Bullock liiert. Von 2005 bis zur Scheidung 2008 war er mit der Schauspielerin Corinne Kingsbury verheiratet.

## Filmografie (Auswahl)

### Als Schauspieler
- 1984: Eine starke Nummer (No Small Affair)
- 1984: Familienbande (Family Ties, Fernsehserie, Folge 3x09)
- 1985: Nicht meine Tochter (Not My Kid, Fernsehfilm)
- 1985: Die Qual der Ungewißheit (Into Thin Air, Fernsehfilm)
- 1986: Magnum (Magnum, P.I., Fernsehserie, Folge 6x12 Der Hilfsdetektiv)
- 1986: Im Netz der Gewalt (A Case of Deadly Force, Fernsehfilm)
- 1986: Space Camp (SpaceCamp)
- 1988: Süchtig (Clean and Sober)
- 1988: Gefährliche Kurven (Dangerous Curves)
- 1989: Dead Bang – Kurzer Prozess (Dead Bang)
- 1990: Aufbruch der Söhne (Rising Son, Fernsehfilm)
- 1990: Memphis Belle
- 1992: Equinox
- 1992: Der ganz normale Wahnsinn (Inside Monkey Zetterland)
- 1992: Love Potion No. 9 – Der Duft der Liebe (Love Potion No. 9)
- 1994: Holy Days (Holy Matrimony)
- 1994: Geschichten aus der Gruft (Tales from the Crypt, Fernsehserie, Folge 6x04)
- 1995–1996: Ein doller Dreier (Partners, Fernsehserie, 22 Folgen)
- 1997: Mord im Weißen Haus (Murder at 1600)
- 1997: Liebe aus zweiter Hand (The Only Thrill)
- 1997: Hercules (Stimme von Hercules)
- 1997: Ally McBeal (Fernsehserie, 3 Folgen)
- 1998: Tempting Fate – Versuchung des Schicksals (Tempting Fate, Fernsehfilm)
- 1998: Friends (Fernsehserie, 5 Folgen)
- 1998: Waiting for Woody (Kurzfilm)
- 1998: The Thin Pink Line
- 1998: Godzilla – Die Serie (Godzilla: The Series, Fernsehserie, Folge 1x10 Bird of Paradise, Stimme von Lawrence Cohen)
- 1998–1999: Hercules (Fernsehserie, 50 Folgen, Stimme von Hercules)
- 1999: Hercules: Zero to Hero (Stimme von Hercules)
- 2000: Outer Limits – Die unbekannte Dimension (The Outer Limits, Fernsehserie, Folge 6x12 Glitch)
- 2000: G-Men from Hell
- 2001: Passwort: Swordfish (Swordfish)
- 2002: The Guardian – Retter mit Herz (The Guardian, Fernsehserie, Folge 2x07)
- 2003: Mister Sterling (Fernsehserie, 4 Folgen)
- 2003–2006: O.C., California (The O.C., Fernsehserie, 39 Folgen)
- 2005: Der Babynator (The Pacifier)
- 2005: Good Night, and Good Luck
- 2005: Silberglocken (Silver Bells, Fernsehfilm)
- 2005: Painkiller Jane (Fernsehfilm)
- 2007: Shooter
- 2007: Criminal Intent – Verbrechen im Visier (Law & Order: Criminal Intent, Fernsehserie, Folge 6x19 Die Astronautin)
- 2007: Nancy Drew – Girl Detective (Nancy Drew)
- 2007–2010: Damages – Im Netz der Macht (Damages, Fernsehserie, 39 Folgen)
- 2008: The Cleaner (Fernsehserie, Folge 1x03)
- 2012: Argo
- 2013: Deception (Fernsehserie, 11 Folgen)
- 2013–2014: Hostages (Fernsehserie, 15 Folgen)
- 2014: 24: Live Another Day (Miniserie, 12 Folgen)
- 2015: Masters of Sex (Fernsehserie, 2 Folgen)
- 2015: Alle Farben des Lebens (3 Generations)
- 2015: Red Oaks (Fernsehserie, Folge 1x02)
- 2016: Manchester by the Sea
- 2016: Elementary (Fernsehserie, Folge 4x10 Die Mistgabel im Heuhaufen)
- 2016: Limitless (Fernsehserie, Folge 1x14 Verstand verloren)
- 2016: Detective Laura Diamond (The Mysteries of Laura, Fernsehserie, Folge 2x15)
- 2016: Elvis & Nixon
- 2016: The Man in the High Castle (Fernsehserie, 6 Folgen)
- 2017: Law & Order: Special Victims Unit (Fernsehserie, Folge 18x14 Aalglatt)
- 2017: Blame – Verbotenes Verlangen (Blame)
- 2017: The Only Living Boy in New York
- 2017: Mein Bester & Ich (The Upside)
- 2018: Blood Fest
- 2018: Grace
- 2018–2020: MacGyver (Fernsehserie, 12 Folgen)
- 2019: Rocketman
- 2020: Der Fall 9/11 – Was ist ein Leben wert? (What is Life Worth)
- 2021: Respect
- 2023: FBI (Fernsehserie, Folge 5x10 Zweites Leben)
- 2023: Ghosted
- 2023: The Holdovers
- 2024: Blue Bloods – Crime Scene New York (Blue Bloods, Fernsehserie, Folge 14x05)

### Als Regisseur
- 2005: O.C., California (The O.C., Fernsehserie, Folge 3x08)
- 2009–2012: Damages – Im Netz der Macht (Damages, Fernsehserie, 5 Folgen)
- 2010–2011: Gossip Girl (Fernsehserie, 2 Folgen)
- 2011: Glee (Fernsehserie, 2 Folgen)
- 2015: Madam Secretary (Fernsehserie, 2 Folgen)
- 2020: Hawaii Five-0 (Fernsehserie, Folge 10x18)